# Arrondissement français
Pour un article plus général, voir Arrondissement.
Pour l’article homonyme, voir Arrondissement municipal (France).
L'arrondissement est une circonscription administrative de la France, à savoir une zone géographique résultant d’une division du territoire national à des fins de gestion administrative. Apparu en l'an VIII (1800), il constitue une subdivision intermédiaire entre le département et le canton, et se trouve rapidement assimilé à la sous-préfecture. Dépourvu de personnalité juridique depuis 1940 (abolition du conseil et du scrutin), il sert de cadre à l'action de l'État sur ce territoire et devient, depuis la réduction cantonale de 2015, une division supra-communale.
Un arrondissement porte généralement le nom de son chef-lieu (la sous-préfecture, sauf s'il s'agit de la préfecture du département) et est administré par un sous-préfet (sauf l'arrondissement dont le chef-lieu est également celui du département, qui est administré par le secrétaire général de préfecture).
Depuis le 26 octobre 2022, on dénombre 333 arrondissements en France.

## Rôle et administration
L'arrondissement est une circonscription administrative déconcentrée de l'État français dont l'existence est prévue par l'article 2 de la loi du 6 février 1992 relative à l'administration territoriale de la République,. Son administration est confiée à un sous-préfet qui assiste le préfet de la circonscription départementale. 
Dans la plupart des cas, le territoire de l'arrondissement correspond à une subdivision du département mais ce principe connaît quelques exceptions :
- le département d'outre-mer de Mayotte n'est pas divisé en arrondissements ;
- Paris et le Territoire de Belfort ne comptent qu'un seul arrondissement.

Par ailleurs, depuis 2015, le département du Rhône reste divisé en deux arrondissements, mais il est également administré par deux collectivités territoriales exerçant les compétences départementales : le Département du Rhône et la Métropole de Lyon.
Des conseils d'arrondissement — aux prérogatives réduites — ont existé jusqu'en 1940 mais ont été supprimés et aucune collectivité territoriale correspondant à l'arrondissement n'a été créée lors des différentes réformes de décentralisation. 
Historiquement, les circonscriptions législatives et les cantons étaient découpés au sein des arrondissements mais, depuis les redécoupages de 2010 et de 2014, les découpages électoraux ne tiennent plus nécessairement compte des frontières des arrondissements.

## Histoire

### De la création des arrondissements au Second Empire
Le principe des arrondissements fut proposé dans plusieurs projets de réforme sous l'Ancien Régime, notamment par l'intendant de Bretagne Gaspard Henri de Caze de La Bove dans son Mémoire concernant les subdélégués de l'intendance de Bretagne en 1775.
Les arrondissements ont été créés par la loi du 28 pluviôse an VIII (17 février 1800), en remplacement des districts créés lors de la départementalisation du territoire et supprimés par la Constitution du 5 fructidor an III (22 août 1795).
Chaque arrondissement est alors doté d'un conseil d'arrondissement dont les attributions se réduisent à fixer les impôts de répartition et à émettre des vœux que le sous-préfet transmet au conseil général. La loi du 16 septembre 1807 les autorise à lever des contributions extraordinaires pour les travaux publics et le décret du 9 avril 1811 leur transfère la propriété des sous-préfectures. L'ordonnance du 20 décembre 1815 portant suppression des sous-préfectures des chefs-lieux de département confie l'administration des arrondissements, dont le chef-lieu est la préfecture, directement au secrétaire général de préfecture.
Dès la Restauration monarchique, les prérogatives des arrondissements sont réduites au profit de celles du département. En 1837, puis en 1871, leur suppression est envisagée.

### La Troisième République: le problème du scrutin d'arrondissement
Sous la Troisième République, le conseil d'arrondissement était formé par des conseillers élus sur les territoires des cantons, au scrutin majoritaire uninominal à deux tours, comme les conseillers généraux. Le conseil devait compter un minimum de 9 conseillers, pour 9 cantons. S'il n'y avait pas assez de cantons, on divisait en deux circonscriptions les cantons les plus peuplés. Les conseillers étaient élus pour 6 ans, et renouvelables par moitié tous les 3 ans. Comme pour les conseillers généraux, les candidats devaient être âgés de 25 ans minimum pour être élus. Les conseillers d'arrondissement faisaient partie du collège élisant les sénateurs, comme les députés, conseillers généraux, et délégués des conseils municipaux. Les fonctions de conseiller d'arrondissement n'étaient pas rémunérées, et elles pouvaient être cumulables avec un mandat parlementaire. 
Les arrondissements servirent de circonscription législative en 1815, de façon systématique, et de 1875 à 1919, pendant la Troisième République. On parlait alors de scrutin d'arrondissement, même si dès le départ moins de la moitié des circonscriptions coïncidèrent avec un arrondissement entier, les autres étant divisés autant de fois qu'ils contenaient 100 000 habitants. Ce scrutin fut très critiqué au tournant du XIXe siècle, quand il apparut que certains arrondissements ruraux perdaient sensiblement en population, introduisant une inégalité de représentation des Français au Parlement, au bénéfice notamment de minuscules arrondissements de montagne, pérennisés par la loi alors qu'ils perdaient constamment en population. Beaucoup de parlementaires réclamèrent dès la fin du XIXe siècle la suppression de ces arrondissements dépeuplés. Après les pertes dramatiques de population dues à la Première Guerre mondiale, le cruel bilan démographique des régions de montagne força le gouvernement à modifier le mode de scrutin, en attendant une réforme devenant de plus en plus probable du mode de découpage électoral. Mais c'est seulement le 10 septembre 1926 qu'un décret-loi supprima 106 arrondissements, réduisant ainsi leur nombre de 386 à 280,, sous prétexte d'économies dans l'administration. Cette réforme n'empêcha pourtant pas d'avoir à regrouper certains des arrondissements incriminés avant guerre dans le nouveau découpage électoral, adopté en 1927, plusieurs arrondissements n'atteignant pas le minimum de 40 000 habitants par circonscription fixé alors par la loi.
Ces 106 arrondissements étaient : 
- Ambert (rétabli[N 1])
- Ancenis (rétabli[N 2])
- Arcis-sur-Aube
- Argelès-Gazost (rétabli[N 1])
- Barbezieux
- Bar-sur-Seine
- Baugé
- Baume-les-Dames
- Bazas fusion avec l'arrondissement de La Réole et création de l'arrondissement de Langon
- Bourganeuf
- Boussac
- Bressuire (rétabli[N 1])
- Brignoles (rétabli[N 3])
- Calvi (rétabli[N 2])
- Castellane (rétabli[N 1])
- Castelnaudary
- Château-Gontier (rétabli[N 1])
- Château-Thierry (rétabli[N 1])
- Châtillon-sur-Seine
- Civray
- Clermont (rétabli[N 1])
- Cosne-sur-Loire (rétabli[N 2])
- Coulommiers
- Domfront
- Doullens
- Embrun
- Espalion
- Étampes (rétabli[N 4])
- Falaise
- Fontainebleau (rétabli[N 5])
- Gaillac
- Gannat
- Gex (rétabli[N 6])
- Gien
- Gray
- Hazebrouck
- Issoudun (rétabli[N 1])
- Joigny
- La Réole
- Lavaur
- Lectoure
- Lesparre (rétabli[N 1])
- Loches (rétabli[N 2])
- Lodève (rétabli[N 1])
- Lombez
- Loudéac
- Loudun
- Louhans (rétabli[N 1])
- Louviers
- Mantes (rétabli[N 2])
- Marennes
- Marvejols
- Mauléon
- Melle
- Mirecourt
- Moissac
- Montélimar
- Montfort
- Montmédy
- Mortagne (rétabli[N 1])
- Mortain
- Moûtiers
- Murat
- Muret (rétabli[N 1])
- Nérac (rétabli[N 1])
- Neufchâtel
- Nogent-le-Rotrou (rétabli[N 2])
- Orange
- Orthez
- Paimbœuf
- Pamiers (rétabli[N 1])
- Pithiviers (rétabli[N 1])
- Ploërmel
- Poligny
- Pont-Audemer
- Pont-l'Évêque
- Puget-Théniers
- Quimperlé
- Remiremont
- Ribérac
- Rocroi
- Romorantin (rétabli[N 2])
- Ruffec
- Saint-Affrique
- Saint-Calais
- Sainte-Menehould (rétabli[N 7])
- Saint-Jean-d'Angély (rétabli[N 2])
- Saint-Julien-en-Genevois (rétabli[N 6])
- Saint-Marcellin
- Saint-Pol-sur-Ternoise
- Saint-Pons
- Saint-Sever
- Saint-Yrieix
- Sancerre
- Sedan (rétabli[N 1])
- Semur fusion avec l'arrondissement de Châtillon-sur-Seine et création de l'arrondissement de Montbard
- Sisteron
- Tonnerre
- Toul (rétabli[N 2])
- Trévoux
- Ussel (rétabli[N 2])
- Uzès
- Valognes
- Villefranche-de-Lauragais
- Vitré
- Wassy
- Yssingeaux (rétabli[N 1])
- Yvetot.

### L'État français: la fin des conseils d'arrondissement
L'activité des conseils d'arrondissements, déjà peu importante, se trouve encore réduite par le développement des impôts de quotité. En 1940, la loi du 12 octobre « suspend » les conseils d'arrondissements mais ils ne sont jamais remis en activité.

### La Quatrième et la Cinquième République: les redécoupages d'arrondissements
En 1962, les arrondissements de Corbeil-Essonnes, Saint-Denis et Sceaux sont supprimés : ces deux derniers cessent d'être administrés par un sous-préfet dès le 2 avril 1880 pour passer sous l'autorité directe du préfet de la Seine, mais ne sont jamais formellement supprimés en tant que divisions administratives. Il faut attendre 1962 pour qu'ils soient implicitement supprimés afin de préparer le découpage de la Seine en quatre nouveaux départements qui intervient en 1964.
Depuis les années 1960, les événements suivants se sont produits :
- 12 janvier 1962 : création des arrondissements de Lens et de Calais (Pas-de-Calais) ;
- 9 novembre 1962 : création des arrondissements de Saint-Germain-en-Laye, de Montmorency, de Palaiseau et du Raincy (Seine-et-Oise) ;
- 8 février 1963 : création de l'arrondissement de Saint-Martin-Saint-Barthélemy ou « les îles du nord » (Guadeloupe) ;
- 4 juin 1964 : suppression de l'arrondissement de Corbeil-Essonnes et création de l'arrondissement d'Évry ;
- 11 septembre 1964 : création de l'arrondissement de Saint-Pierre (La Réunion) ;
- 27 février 1965 : création des arrondissements de Nanterre, de Bobigny et de Créteil (Seine, en vue de la formation des Hauts-de-Seine, de la Seine-Saint-Denis et du Val-de-Marne, ces trois arrondissements étant créés implicitement par la désignation des chefs-lieux des futurs départements) ;
- 18 septembre 1965 : création de l'arrondissement de la Trinité (Martinique) ;
- 4 juin 1966 : création des arrondissements d'Argenteuil (Seine-et-Oise, en vue de la formation du Val-d'Oise), et d'Étampes (Seine-et-Oise, en vue de la formation de l'Essonne) ;
- 1er janvier 1967 : création des arrondissements de Nogent-sur-Marne (Seine, en vue de la formation du Val-de-Marne), et d'Antony (Seine, en vue de la formation des Hauts-de-Seine), et suppression implicite de l'arrondissement de Sceaux ;
- 7 octobre 1968 : création de l'arrondissement de Saint-Benoît (Réunion) ;
- 27 mars 1969 :  suppression de l'arrondissement à statut particulier de l'Inini (Guyane), et création de l'arrondissement de Saint-Laurent-du-Maroni (Guyane) ;
- 27 septembre 1969 : création de l'arrondissement de Saint-Paul (Réunion) ;
- 1er janvier 1973  : création des arrondissements de Boulogne-Billancourt (Hauts-de-Seine) et de l'Haÿ-les-Roses (Val-de-Marne) ;
- 28 avril 1974 : création de l'arrondissement du Marin (Martinique) ;
- 29 mai 1974 : suppression de l'arrondissement d'Erstein et changement de nom de l'arrondissement de Sélestat en arrondissement de Sélestat-Erstein (Bas-Rhin) ;
- 5 décembre 1974 : création de l'arrondissement de Brignoles (Var) ;
- 1er novembre 1981 : création de l'arrondissement d'Istres (Bouches-du-Rhône) ;
- 1er mai 1984 : création de l'arrondissement de Vierzon (Cher) ;
- 1er mai 1988 : création de l'arrondissement de Fontainebleau (Seine-et-Marne) ;
- 1er mars 1993 : création des arrondissements de Noisiel (Seine-et-Marne) et de Saint-Denis (Seine-Saint-Denis) ;
- 30 avril 1994 : le chef-lieu de l'arrondissement de Noisiel (Seine-et-Marne) est transféré à Torcy ;
- 1995 : création de l'arrondissement de Saint-Pierre (Martinique) ;
- 2000 : le chef-lieu de l'arrondissement de Montmorency (Val-d'Oise) est transféré à Sarcelles ;
- 2007 :
  - 1er janvier : création de l'arrondissement d'Arcachon (Gironde) ;
  - 23 février : disparition de l'arrondissement de Saint-Martin-Saint-Barthélemy (Guadeloupe) lorsque Saint-Barthélemy et Saint-Martin deviennent des collectivités d'outre-mer ;

Depuis les réformes de l'État engagées à partir de 2007, l'État tend à réduire le nombre d'arrondissements ou à en rationaliser les frontières :
- 2010 : réduction du périmètre de l'arrondissement de Rennes, suppression de l'arrondissement de Fougères et création de celui de Fougères-Vitré (Ille-et-Vilaine).
- 2015 : 
  - les frontières des arrondissements de Lyon et Villefranche-sur-Saône sont modifiées pour correspondre à celles de la métropole de Lyon et du département du Rhône respectivement,
  - l'arrondissement de Thionville-Ouest est supprimé et ses communes sont rattachées à l'arrondissement de Thionville-Est, qui devient l'arrondissement de Thionville,
  - l'arrondissement de Metz-Campagne est supprimé et ses communes sont rattachées à l'arrondissement de Metz-Ville, qui devient l'arrondissement de Metz,
  - l'arrondissement de Strasbourg-Campagne est supprimé et ses communes sont rattachées à l'arrondissement de Strasbourg-Ville, qui devient l'arrondissement de Strasbourg,
  - l'arrondissement de Boulay-Moselle est supprimé et ses communes sont rattachées à l'arrondissement de Forbach, qui devient l'arrondissement de Forbach-Boulay-Moselle,
  - l'arrondissement de Guebwiller est supprimé et ses communes sont rattachées à l'arrondissement de Thann, qui devient l'arrondissement de Thann-Guebwiller,
  - l'arrondissement de Wissembourg est supprimé et ses communes sont rattachées à l'arrondissement de Haguenau, qui devient l'arrondissement de Haguenau-Wissembourg,
  - l'arrondissement de Ribeauvillé est supprimé et ses communes sont rattachées à l'arrondissement de Colmar, qui devient l'arrondissement de Colmar-Ribeauvillé,
- 2016 : l'arrondissement de Château-Salins est supprimé et ses communes sont rattachées à celui de Sarrebourg, qui devient l'arrondissement de Sarrebourg-Château-Salins ;
- 2017 : 
  - 1er janvier : les frontières des arrondissements de nombreux départements sont redécoupées afin de correspondre aux limites des intercommunalités, tandis que l'arrondissement de Châteaubriant-Ancenis est créé par la fusion de deux arrondissements préexistants ;
  - 1er avril : l'arrondissement de Sainte-Menehould est supprimé et ses communes sont rattachées à l'arrondissement de Châlons-en-Champagne ;
- 2022 : création de l'arrondissement de Saint-Georges (Guyane).

La plupart des départements sont découpés en trois ou quatre arrondissements. Les départements du Territoire de Belfort et de Paris n'en ont qu'un seul, tandis que le Pas-de-Calais en a sept et Mayotte n'est pas découpée en arrondissements. Le département de Seine-et-Oise a été subdivisé en onze arrondissements en 1966-1967, juste avant sa suppression, ce qui constitue le maximum jamais atteint. Jusqu'en 2015, la Moselle comptait neuf arrondissements mais ce nombre a été réduit à six en 2015 puis finalement cinq en 2016.

### Évolution du nombre d'arrondissements
| Date              | Nombre d'arrondissements | Observations |
| ----------------- | ------------------------ | ------------ |
| 12 janvier 1962   | 318                      |              |
| 9 novembre 1962   | 322                      |              |
| 8 février 1963    | 323                      |              |
| 4 juin 1964       | 323                      |              |
| 11 septembre 1964 | 324                      |              |
| 27 février 1965   | 327                      |              |
| 18 septembre 1965 | 328                      |              |
| 4 juin 1966       | 330                      |              |
| 1er janvier 1967  | 331                      |              |
| 7 octobre 1968    | 332                      |              |
| 27 mars 1969      | 332                      |              |
| 27 septembre 1969 | 333                      |              |
| 1er janvier 1973  | 335                      |              |
| 28 avril 1974     | 336                      |              |
| 29 mai 1974       | 335                      |              |
| 5 décembre 1974   | 336                      |              |
| 1er novembre 1981 | 337                      |              |
| 1er mai 1984      | 338                      |              |
| 1er mai 1988      | 339                      |              |
| 1er mars 1993     | 341                      |              |
| 13 mai 1995       | 342                      |              |
| 1er janvier 2007  | 343                      |              |
| 23 février 2007   | 342                      |              |
| 1er janvier 2015  | 335                      |              |
| 1er janvier 2016  | 334                      |              |
| 1er janvier 2017  | 333                      |              |
| 1er avril 2017    | 332                      |              |
| 26 octobre 2022   | 333                      |              |